# Protoribates longilamellatus
Protoribates longilamellatus är en kvalsterart som beskrevs av Berlese 1916. Protoribates longilamellatus ingår i släktet Protoribates och familjen Protoribatidae. Inga underarter finns listade i Catalogue of Life.